# I custodi della biblioteca
I custodi della biblioteca è il quinto romanzo di Glenn Cooper, il seguito de Il libro delle anime, pubblicato per la prima volta nel 2012 negli Stati Uniti, in Gran Bretagna ed in Italia.

## Trama
Corre l'anno 2026 e Will Piper, agente dell'FBI in pensione, vive sulla sua barca e aspetta l'arrivo del 9 febbraio 2027, la data che secondo i libri dell'abbazia di Vectis segnerà la fine del genere umano. Di tanto in tanto suo figlio Phillip che abita con sua madre Nancy Lipinski a Washington va a fargli visita; durante una di queste visite Will ha un attacco cardiaco e finisce in ospedale. Quando suo figlio scopre che il padre al momento del malore si trovava a bordo della barca di una attraente vicina, i rapporti tra padre e figlio si incrinano. Durante la degenza in ospedale a Will viene detto che suo figlio è scomparso e che l'ultimo luogo dal quale si sono avute sue notizie è il nord dell'Inghilterra. Nonostante non sia ancora perfettamente guarito, Will decide di andare in Inghilterra per ritrovare suo figlio. Dopo lunghe ricerche Will troverà molto più di suo figlio, perché l'incidente di Vectis durante il quale si tolsero la vita tutti gli scrivani dell'abbazia non è la fine dei profeti dai capelli rossi.

## Edizioni
- Glenn Cooper, I custodi della biblioteca, traduzione di G. Arduino, Nord, 2012, ISBN 978-88-429-2000-7.